# Hermann Staudinger
Hermann Staudinger (23.3.1881 – 8.9.1965) là nhà hóa học người Đức, người đã chứng minh sự hiện hữu của các đại phân tử, mà ông mô tả đặc điểm như là các polymer. Ông đã được trao Giải Nobel Hóa học 1953 cho công trình phát hiện này. Ông cũng nổi tiếng về việc khám phá ra ketene và về phản ứng Staudinger.

## Sự nghiệp ban đầu
Hermann Staudinger sinh ngày 23.3. 1881 tại Worms, Đức. Sau khi đậu bằng tiến sĩ ở Đại học Halle năm 1903, Staudinger đến làm việc ở Đại học Strasbourg. 

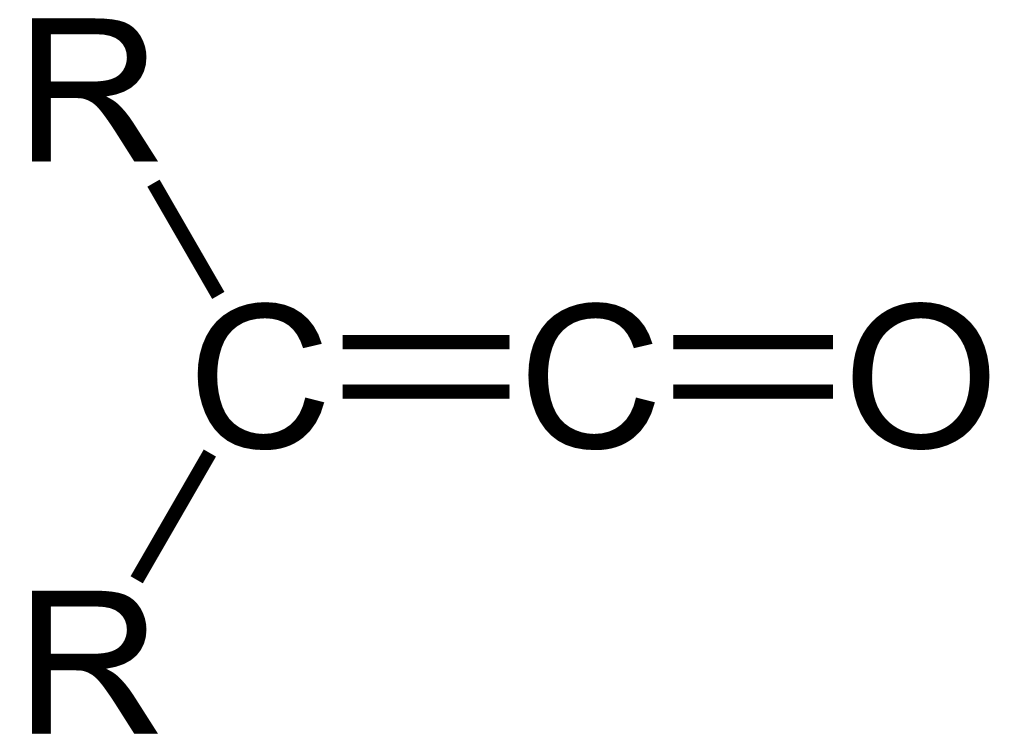
Hình 1. Cấu trúc tổng quát của ketene là R_{2}C=C=O. Các nguyên tử hydro có thể thay thế các nhóm R trình bày trong biểu đồ.

 Chính tại đây, ông đã khám phá ra các ketene, một họ phân tử được nêu rõ đặc tính ở dạng tổng quát mô tả ở Hình 1. Ketene tỏ ra là chất trung gian tổng hợp quan trọng để sản xuất ra các chất kháng sinh lúc đó chưa được phát hiện chẳng hạn như penicillin và amoxicillin.
Năm 1907, Staudinger bắt đầu làm giáo sư phụ tá ở Đại học Kỹ thuật Karlsruhe. Tại đây, ông đã cô lập được một số hợp chất hữu cơ có ích (bao gồm cả cà phê hương liệu tổng hợp) sau này được Rolf Mülhaupt xem xét lại hoàn toàn kỹ hơn.

## Phản ứng Staudinger
Năm 1912, Staudinger sang làm việc ở ETH Zürich tại Zürich, Thụy Sĩ. Một trong những khám phá sớm nhất của ông xảy ra trong năm 1919, khi ông và bạn đồng nghiệp Meyer cho biết là các azide phản ứng với triphenylphosphine sẽ tạo ra Ylide (Hình 2). Phản ứng này – thường gọi là phản ứng Staudinger – tạo ra năng suất ylide cao.

## Hóa học polymer
Khi làm việc ở Karlsruhe và sau này ở Zürich, Staudinger bắt đầu nghiên cứu ngành hóa học cao su, trong đó khối lượng phân tử rất cao đã được đo bằng các phương pháp vật lý của Raoult và van 't Hoff. Trái với các ý tưởng thông thường thời đó (xem bên dưới), Staudinger đề xuất trong một bài báo mang tính bước ngoặt xuất bản vào năm 1920, là cao su và các chất cao phân tử khác như tinh bột, cellulose và các protein là những chuỗi dài gồm các đơn vị phân tử lặp đi lặp lại ngắn liên kết với nhau bởi các liên kết cộng hóa trị. Nói cách khác, polymer giống như chuỗi các cái kẹp giấy, được tạo thành bởi các thành phần nhỏ kết liền với nhau từ đầu đến cuối (Hình 3).
Thời đó, các nhà hóa học hữu cơ hàng đầu như Emil Fischer và Heinrich Wieland cho rằng các trọng lượng phân tử cao đo được chỉ là các giá trị rõ ràng gây ra bởi sự kết hợp các phân tử nhỏ thành hệ keo. Ban đầu đa số các đồng nghiệp của Staudinger không công nhận khả năng là những phân tử nhỏ có thể liên kết với nhau theo cách cộng hóa trị để tạo thành các hợp chất có trọng lượng phân tử cao. Như Mülhaupt đã nhận xét chính xác, điều này một phần do thực tế là cấu trúc phân tử và lý thuyết liên kết đã không được hoàn toàn hiểu rõ trong đầu thế kỷ 20.
Các bằng chứng khác để hỗ trợ cho giả thuyết của Staudinger xuất hiện vào thập niên 1930. Các trọng lượng phân tử cao của polymer đã được xác nhận bởi áp suất thẩm thấu, và cũng bởi các phép đo độ nhớt trong dung dịch của Staudinger. Các nghiên cứu polymer bằng phương pháp nhiễu xạ tia X của Herman Mark đã đưa ra bằng chứng trực tiếp cho các chuỗi dài gồm các đơn vị phân tử lặp đi lặp lại. Và các công việc tổng hợp do Carothers thực hiện đã chứng minh rằng các polyme như nylon và polyester có thể được chế tạo bằng cách hiểu rõ các phản ứng hữu cơ.

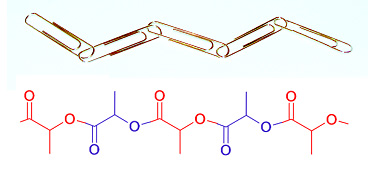
Hình 3. Một chuỗi các cái kẹp giấy (bên trên) là mô hình tốt cho một polymer chẳng hạn như axít polylactic (bên dưới). Chuỗi polymer gồm các mảnh nhỏ nối liền với nhau theo cách từ đầu tới đuôi.

## Di sản
Việc làm sáng tỏ cách đột phá bản chất của các hợp chất có trọng lượng phân tử cao của Staudinger - mà ông gọi là Makromoleküle (đại phân tử) - đã mở đường cho sự ra đời của lãnh vực hóa học polymer. Đích thân Staudinger đã nhìn thấy tiềm năng về khoa học này rất lâu trước khi nó được thực hiện đầy đủ. Staudinger đã nhận xét thông minh từ năm 1936: "Nó không phải là không thể xảy ra, sớm hay muộn cũng sẽ phát hiện ra cách để chế tạo các sợi nhân tạo từ các sản phẩm phân tử tổng hợp, vì độ mạnh và độ đàn hồi của các sợi tự nhiên phụ thuộc hoàn toàn vào cấu trúc đại phân tử của chúng - tức là, các phân tử có dạng sợi chỉ dài của chúng"  Staudinger đã lập ra tờ báo hóa học polymer đầu tiên vào năm 1940, Nghiên cứu tiên phong của ông đã đem lại cho thế giới vô số sản phẩm nhựa, dệt may, và các vật liệu polymer khác khiến cho sản phẩm tiêu dùng có giá cả phải chăng, hấp dẫn và thú vị hơn.

## Giải thưởng
Năm 1953 ông đoạt giải Nobel Hóa học cho "những khám phá của ông trong lãnh vực hóa học đại phân tử."